# Ladoga lactofasciata
Ladoga lactofasciata är en fjärilsart som beskrevs av Barend J. Lempke 1955. Ladoga lactofasciata ingår i släktet Ladoga och familjen praktfjärilar. Inga underarter finns listade i Catalogue of Life.